# دافيد غافاتزي
دافيد غافاتزي (بالإيطالية: Davide Gavazzi)‏ (7 مايو 1986 بسوندريو في إيطاليا - ) هو لاعب كرة قدم إيطالي في مركز الوسط. لعب مع إيه سي ميلان ونادي أفيلينو ونادي ترنانا ونادي سامبدوريا ونادي فيتشينزا ونادي كومو وAC Renate ‏.

## روابط خارجية
- دافيد غافاتزي على موقع قاعدة بيانات كرة القدم.إي يو (الإنجليزية)
- دافيد غافاتزي على موقع Soccerway.com (الإنجليزية)
- دافيد غافاتزي على موقع عالم كرة القدم.نت (الإنجليزية)
- دافيد غافاتزي على موقع AS.com (الإسبانية)